# الملك جون (مسرحية)

وفاة الملك جون ، في عام 1865 عرض مسرحي في مسرح دروري لين ، لندن

حياة وممات الملك جون مسرحية تاريخية مؤلفها وليم شكسبير وهي عبارة عن دراما عن عهد الملك جون، وهو ابن هنري الثاني ملك انكلترا. يعتقد بأن المسرحية كتبت في منتصف التسعينات من القرن التاسع عشر وتم نشر أول نسخة في عام 1623.
ترجمها إلى اللغة العربية د.محمد عوض محمد وصدرت الطبعة الأولى عام 1998 تحت عنوان (الملك جون) عن دار المعارف.

## نبذة تاريخية عن الملك جون
إن أفضل ما عرف به الملك جون (1199- 1216) هو إقرار ميثاق الحريات العظيم «الوثيقة العظمى» عام 1215 الذي صاغه رئيس أساقفة كانتربيري لتحقيق السلام بين الملك ومجموعة من البارونات المتمردين على الملك. تميز عهد الملك بسلسلة من الحملات العسكرية غير الناجحة وصراع مطول مع الكنيسة وتمرد البارونات الذي أدى إلى ميثاق الحريات.
استغل الملك جون حقوقه الإقطاعية لابتزاز المال من البارونات فوضع الضرائب على مستويات عالية جدا، وفرض غرامات تعسفية واستولى على ممتلكاتهم. ثم استخدم هذا الدخل لتمويل حروب باهظة الثمن ضد فرنسا، وبالرغم من ذلك  لم يكن قادرا على حكم الإمبراطورية التي أنشأها والده.
كان جون ملكاً كفؤًا وقادرًا، لكنه كان أيضًا حاكما غير قابل للتنبؤ وعدوانياً، تجاهل العدالة عند التعامل مع المعارضين، وقام بأخذ الرهائن بانتظام وفرض عقوبات قاسية.
أدى صراعه مع الكنيسة إلى طرده. وكذلك أدى إلغاء ميثاق الحريات "Magna Carta" من قبل البابا إنوسنت الثالث في أغسطس 1215 (بناء على طلب الملك جون) إلى تجديد الثورة البارونية التي كانت لا تزال مستعرة عندما توفي في أكتوبر 1216.

## الشخصيات
النص ترجمة الدكتور محمد عوض محمد
| العربية                                       | الإنكليزية           | وصف للشخصية                         |
| الملك جون                                     | King John            | ملك انكلترا                         |
| اليانور                                       | Eleanor              | أرملة هنري الثاني                   |
| الأمير هنري                                   | Prince Henry         | ابن الملك، ملك انكلترا الثالث       |
| بلانكا                                        | Blanche of Castile   | ابنة أخت الملك                      |
| ايسكيس ايرل                                   | Earl of Essex        | من نبلاء انكلترا                    |
| ساليسبري ايرل                                 | Earl of Salisbury    | من نبلاء انكلترا                    |
| بيمبيروك ايرل                                 | Earl of Pembroke     | من نبلاء انكلترا                    |
| اللورد بيغوت                                  | Lord Bigot           | نورفولك ايرل                        |
| بيتر                                          | Peter of Pomfret     | نبي                                 |
| فيليب فالكونبريدج                             | Philip Faulconbridge | ابن غير شرعي، وهو ابن ريتشارد الأول |
| روبرت فالكونبريدج                             | Robert Faulconbridge | ابن روبرت الشرعي                    |
| سيدة فالكونبريدج                              | Lady Faulconbridge   | والدتهما وأرملة روبرت فولكنبريدج    |
| جيمس كورني                                    | James Gurney         | مساعدها                             |
| السيدة كونستانس                               | Lady Constance       | أرملة جيفري الثاني دوق بريطانيا     |
| آرثر                                          | Arthur               | ابن أخ الملك جون                    |
| الملك فيليب                                   | King Philip          | ملك فرنسا                           |
| لويس                                          | Louis the Dauphin    | ابن الملك فيليب                     |
| ليميغوس                                       | Limoges              | دوق النمسا                          |
| كاردينال باندلف                               | Cardinal Pandolf     | مندوب من البابا                     |
| شاتليون                                       | Chatillon            | سفير ملك فرنسا لدى الملك جون        |
| لوردات ومشرف وضباط ورسل ومنادون وحاشية واتباع |                      |                                     |

## الحبكة

### الفصل الأول

#### المشهد الأول
يلتقي الملك جون في بلاطه سفير فرنسا الذي يعلن مطلب الأمير آرثر بالعرش ويطالب الملك جون بالتنازل عن العرش له أو سوف تعلن فرنسا الحرب على انكلترا. كما يحتوي المشهد الأول على صراع بين فيليب الابن غير الشرعي وفالكونبريدج الابن الشرعي على الورثة وإعطاء فيليب لقب الفارس.

### الفصل الثاني

#### المشهد الأول
يبدأ الملك فيليب حربه ضد انكلترا، وتشترك النمسا في الحرب مع فرنسا ضد انكلترا. ويرفض جون التخلي عن العرش مقابل السلام، كما يرفض فيليب السلام إذا لم يتنازل فيليب عن العرش. يتخلل المشهد صراع بين الينور وكونستانس حول حق كل من الملك جون وآرثر بالحكم. ويقترح فيليب سؤال سكان المدينة  حول من يعتبرونه الملك الشرعي لانلكترا. ضباط يعلنون نتيجة الصراع بين فرنسا وانكلترا. ورفض سكان المدينة فتح أبواب المدينة أمام الجيشين حتى يثبت أيهما الأقوى. ثم يعود كل ملك مع جنوده مهددين بقتل عدد أكبر من الجنود ويناشدون المواطنين فتح أبواب المدينة.

#### المشهد الثاني
. يقترح الفارس ريتشارد اتفاق الجيشين مع بعضهم  مؤقتا وتدمير البلدة لأن السكان يستهزئون بهم. الذين بدورهم يقترحون زواج بلانكا من لويس وبذلك تتوحد الممالك وتفتح أبواب المدينة. ونرى موافقة بلانكا ولويس على الزواج.

### الفصل الثالث

#### المشهد الأول
إعلان الزواج واعتباره مهرجانا سنويا.رفض كونستانس لهذا الزواج ومطالبة الكاردينال باندولف بمعرفة سبب عدم تعيين مرشح البابا رئيس اساقفة كانتربيري. رفض جون تدخل الكنيسة والفساد الكنسي وإعلان الكاردينال أنه سيحرم جون ويدعم أي شخص غيره واتفاقه مع كونستانس وإعلان الحرب يوم زواج بلانش.

#### المشهد الثاني
نشوب المعركة ومقتل ارشدوق النمسا، جون يدخل مع آرثر كأسير معه يتركه مع هيبرت ويذهب ليطمئن على أمه.

#### المشهد الثالث
يطلب جون من الينور متابعة المقاطعات الفرنسية ومن هيبرت خادمه الوفي التخلص من آرثر لأنه يقف في طريقه.
الملك فيليب يخسر آنجو ويتعرض أسطوله لعاصفة ومعاناة كونستانس بعد أسر آرثر ووصف حالتها بالجنون.

### الفصل الرابع

#### المشهد الأول
هيوبرت مع آرثر يخبره أنه براسلة تلقى أمرا بجعله أعمى وعليه تنفيذ الأوامر. لكنه في النهاية لايؤذي آرثر ويخبره بأنه وعد بالتخلص منه لذلك يجب أن لا يعلم جون بأن آرثر لا يزال حيا.

#### المشهد الثاني
تتويج جون للمرة الثانية ومطالبة اللوردات إطلاق سراح آرثر لأنه لا يشكل خطرا على المملكة وغضبهم لموت آرثر. موت الملكة الينور وزحف الجيش الفرنسي إلى انكلترا.

#### المشهد الثالث
موت آرثر ومحاولة معرفة من قتله.

### الفصل الخامس

#### المشهد الأول
يسلم باندولف ممثل البابا الملك جون التاج الملكي الذي يدل على حكمه بموافقة البابا. يخبر الفارس فيليب الملك بأن الفرنسيين انتصرو في الريف بمساعدة النبلاء ويعلمه بموت آرثر.

#### المشهد الثاني
اتحاد لويس مع النبلاء في الحرب وكتابة اتفاقية لتعلم بها الأجيال القادمة.يعلم باندولف النبلاء أن جون أبرم اتفاقية سلام مع الكنيسة ويطلب من لويس الانسحاب من الحرب الذي يرفض التراجع لأنه ليس عبدا لروما.ويتضمن المشهد إعلام لويس بأن جون أعلن الحرب وسيدمر القوة الفرنسية.

#### المشهد الثالث
يتضمن المشهد الملك جون في أرض المعركة ورسول يعمله بأن الامداد الذي ينتظره الفرنسيين لجزء من قواتهم قد خسروه في البحر ومغادرة الملك أرض المعركة بسبب مرضه.

#### المشهد الرابع
يتضمن المشهد لوردات في ميدان المعركة وإصابة اللورد الفرنسي ميلون الذي يخبرهم بأن لويس يخطط لقطع رؤوس اللوردات الإنكليز في حال انتصر.

#### المشهد الخامس
الملك لويس في المعسكر الفرنسي يعلمه رسول بموت الكونت ميلون ورحيل اللوردات الإنكليز وخسارة التعزيزات.
لقاء فيليب وهيوبرت الذي يخبره بأن الملك جون قد سمم من قبل أحد الرهبان وبأن اللوردات قد عادو ومعهم الأمير هنري ابن الملك جون وخسارة فيليب لرجاله.
موت الملك جون وحزن الأمير هنري على وفاة والده وإعلان الاتفاق على السلام مع ممثل البابا.
ينهي شكسبير المسرحية بعبارة ملهمة وهي«لن يكون في العالم شيء يضرنا، مادامت انكلترا مخلصة لنفسها».

## موضوعات المسرحية
على خلاف مسرحيات شكسبير السابقة، لا تصور مسرحية الملك جون حركة تاريخية ناجحة، حيث يحدث كل شيء لسبب ينتهي بخاتمة أخلاقية. بينما تركز المسرحية على بعض الأحداث التاريخية في عهد الملك جون، وتختلف بطريقة السرد عن المسرحيات الأخرى. حيث يقدم شكسبير الحبكة بطريقة مختلفة من حيث المغزى والنتائج في أجزاء المسرحية. مما يجعل الملك جون تمثيل براغماتيكي للواقع السياسي  بدلا من قصة تنتهي وفقاً لأهداف جمالية.

### الصراع على الحكم
يدور الصراع الرئيسي في المسرحية حول حفاظ الملك جون على كرسي العرش، ويبدأ المشهد الأول للمسرحية بصراع حول الميراث بين الابن الشرعي والابن غير الشرعي والذي يقود إلى نتيجة مفاجئة’ كونك ابن غير شرعي لا يلغي حقك بالميراث وبالرغم من ذلك يختار الابن الغير شرعي لقب الفارس بدلا من الثروة.

### الواقع السياسي الغير مستقر
الاتفاقيات بين الفرنسيين والإنكليز متقلقلة في كل أجزاء المسرحية. تحدث اتفاقية بين انكلترا وفرنسا لتدمير انجر ثم اتفاقية الزواج بين الورثة لتجنب الحرب وتدمير البلدة وتوافق عليه جميع الأطراف. لكن هذه الاتفاقية مؤقتة حيث تعود الحرب بين البلدين في اليوم الذي يتم فيه الزفاف.

### الاغتيال السياسي وعواقبه
الملك الفرنسي يعتبر آرثر الوريث الشرعي لانكلترا ويدعمه ضد الملك جون، وجون يعتقد بأنه إذا تخلص من آرثر سيضع قبضته على الحكم بشكل نهائي. وبهذا الاغتيال يحرك أقطابه ضده ويتعرض لغزو فرنسي على بلاده. ويحاول جون تغيير الموقف لكن وفاة آرثر في حادث يفسر بأنه جريمة قتل. فينضم نبلاء انكلترا إلى الجيش الفرنسي ضده والذين بدورهم يعودون إلى الملك جون بعد معرفتهم بخطة الملك للتخلص منهم بعد الحرب.

### النهاية السعيدة الغير متوقعة
تدور أحداث مثيرة للجدل في الكواليس وتتغير الأحداث باللحظات الأخيرة. الملك جون ينسحب من ميدان المعركة ويتعرض للتسمم على يد أحد الرهبان الغاضبين. وجيوش تفقد في البحر وتغرق. مما يؤدي إلى نهايات غير درامية بالكاد مذكورة خلال المسرحية. ويظهر ابن  الملك في النهاية (في الوقت المناسب) ليعلن اتفاق السلام مع فرنسا.وهي نهاية غريبة نظرا لأن آفاق السلام بين انكلترا وفرنسا بدت بعيدة جداً خلال المسرحية.

### جدل حول الشرعية في الحكم
تعرض المسرحية العديد من الموضوعات التي من شأنها أن تثير اهتمام جمهور شكسبير؛ صراع مع البابوية، خطر الغزو، جدل حول شرعية الحكم. هذه الموضوعات كانت جدلية في زمن الملكة اليزابيت (حيث كانت اليزابيث في صراع أيضا مع البابوية، وأيضا ما الذي يعطيها الشرعية في الحكم فهي لم تكن ابنة شرعية أيضا).

### العلاقة بين الملك والنبلاء والشعب
تختلف مسرحية جون عن المسرحيات الأخرى. على عكس المسرحيات التاريخية الأخرى التي كانت جزءا من سلسلة، فمسرحية الملك جون متفردة وحدها؛ في حين ركزت المسرحيات التاريخية الأخرى على توازن القوى بين الملك والنبلاء، وأعطت اعتبارا للاضطرابات الشعبية، هذه المسرحية على النقيض من ذلك فهي تهمش الشعب بشكل كامل ولا تعطي القوة للنبلاء.

### شرعية حكم الملك جون
إن التركيز الرئيسي للمسرحية حول مسألة الشرعية والحكم. والتي تحكم العلاقة بين جون وآرثر. فآرثر كان ابن الأخ الأكبر للملك السابق مما يجعله الوريث الشرعي لكن تم اختيار جون. وفي حالة فيليب الابن غير الشرعي؛ يحكم جون بأن الإرادة لا يمكن أن تغلب على القانون. في هذه الحالة ألغيت وصية الأب بأن يرثه ابنه الصغير والشرعي. فبموجب القانون تذهب الورثة إلى الابن الأكبر. حتى لو كان غير شرعي. بحكم مثل هذا يُحكم جون قبضته الشرعية على العرش. يثبت شكسبير أن جون ليس الملك الشرعي لكن المسألة معقدة بين الشرعية والملائمة.  آرثر هو الوريث الشرعي لكن تصوير شكسبير له كطفل ضعيف تحت قيادة أمه له يجعله غير ملائم للعرش وسيكون ملكا ضعيفا.هذا السياق يقود إلى الدفاع عن حالة عدم الشرعية. من خلال دعم الابن الغير شرعي للملك جون يظهر بأن جون هو الخيار الصحيح للمملكة. لكن أمره بقتل آرثر قلل التوازن بين شرعية الملك والحكم الوراثي لجون بالإضافة لقسوته التي تجعله يبدو غير ملائم للملك.

## التاريخ والنص
إن مسرحية شكسبير «حياة وموت الملك جون»  لا تشير إلى «ماجنا كارتا». حيث يبقى تاريخ تأليف المسرحية مجهولا ولكن يعتقد بأن شكسبير ألفها بين عامي 1595 إلى 1596 بعد مسرحية ريتشارد الثاني. كما يعتقد  أنه استند إلى دراما سابقة مجهولة وهي (The Troublesome Raigne of John).

## العروض المسرحية
إن التاريخ غني بعروض كثيرة لها فلقد كانت مشهورة جدا بالقرن التاسع عشر في انكلترا. وتعتبر أول مسرحية لشكسبير حولت إلى فيلم.